# Elastika-Färbung

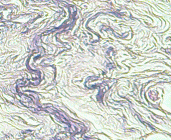
Elastische Fasern erscheinen in blau-violetter Farbe

Die Elastika-Färbung (auch Weigert-Färbung oder Resorcinfuchsinfärbung nach Weigert (1898)) ist eine histologische Spezialfärbung zur farblich isolierten Darstellung von elastischen Fasern in histologischen Schnitten.

## Färbeprinzip
Mit Hilfe des im Überschuss angebotenen, positiv geladenen Farbstoffs Resorcinfuchsin (bzw. Orcein) ist es möglich, die aufgrund ihrer dichten und lückenlosen Packung eigentlich schlecht anfärbbaren elastischen Fasern farblich kontrastiert darstellen. Durch Grenzflächen-Adsorption lagert sich der positiv geladenen Farbstoff elektropolar an die saure und damit negativ geladene Hüllschicht der elastischen Fasern (Elastomucin) an. Wenn gewünscht kann zur Gegenfärbung der übrigen Zellbestandteile, insbesondere zur Darstellung der Zellkerne, Kernechtrot benutzt werden, das ähnlich Hämalaun zuvor mit Aluminiumsulfat als Beize angesetzt wurde. Die Elastika-Färbung kann mit einer Van-Gieson-Färbung kombiniert werden (Elastika-Van-Gieson-Färbung, EVG).

## Reagenzien
| Resorcinfuchsin (bzw. Orcein) | Resorcinfuchsin enthält den basisch und positiv geladenen Farbstoff Diamantfuchsin oder Orcein in alkoholischer Lösung.                                                      |
| Kernechtrot                   | Ein vor allem zur Kernfärbung verwandter Farbstoff, dem jedoch zuvor ein Beizstoff wie Alaun beigesetzt werden muss, damit er seine färberische Wirkung voll entfalten kann. |

## Färbeergebnis
| Kerne             | rot          |
| Elastische Fasern | blau-violett |
| Kollagene Fasern  | rosa         |
| Muskulatur        | rötlich      |